# Wetzlarer Spar- und Bauverein
Der Wetzlarer Spar- und Bauverein wurde am 24. September 1904 in Wetzlar, einem Oberzentrum in Mittelhessen, als Genossenschaft gegründet, um die durch die zunehmende Industrialisierung notwendige Versorgung mit Wohnungen zu verbessern. Die Liegenschaften befinden sich im Lahn-Dill-Kreis und im Landkreis Limburg-Weilburg, der Wohnungsbestand beläuft sich derzeit (2021) auf 1.285 Wohneinheiten. Davon unterliegen 253 der öffentlichen Bindung. Die Genossenschaft hat derzeit über 2.100 Mitglieder.

## Geschichte

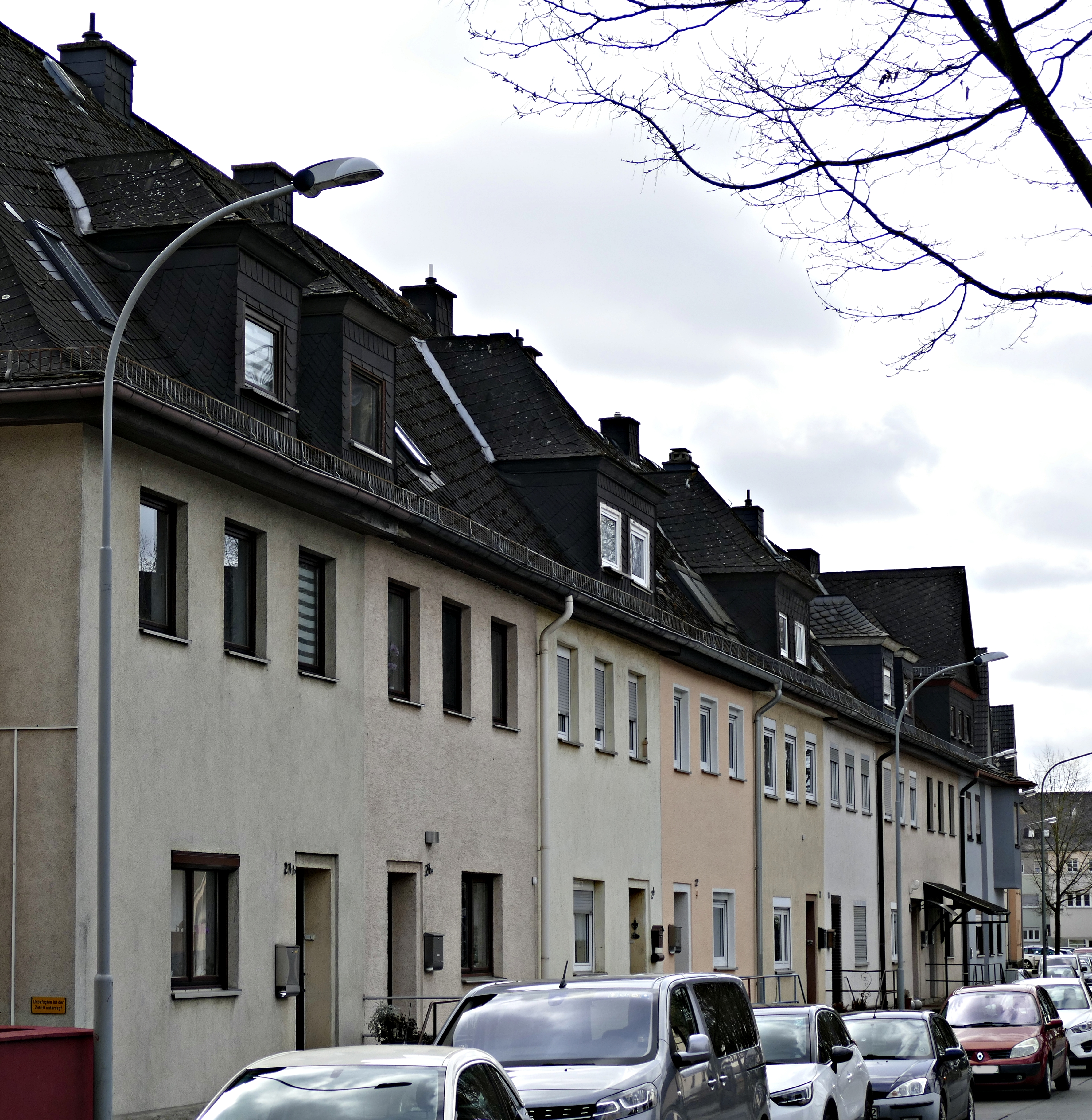
Gesamtanlage 10 Kirchstraße/Niedergirmser Weg

Der Geschäftsanteil und die Haftsumme der Genossenschaft betrugen pro Mitglied 300 Mark, die Höchstzahl der Geschäftsanteile wurde auf sechs je Mitglied beschränkt.
Im Jahr 1906 konnten die ersten Wohnungen im Haus Gabelsberger Straße 7 (weitere Häuser in der Gabelsberger Straße folgten 1911) nördlich der Carolinenhütte in Wetzlar-Niedergirmes von Mitgliedern bezogen werden. In den Jahren 1907/08 konnten Häuser in der Helgebachstraße und der Nauborner Straße im Süden der Stadt fertiggestellt werden. Bis 1914 entstanden Mehrfamilienhäuser in der Moritz-Budge-Straße und der Waldschmidtstraße. Während des Ersten Weltkriegs wurde die Bautätigkeit eingestellt.
Nach dem Krieg begann die Planung einer Wohnsiedlung an der Stoppelberger Hohl, das Gelände mit einer Größe von circa acht Hektar war bereits während des Krieges gekauft worden. Es entstanden zunächst 80 Wohnungen und 1929 folgten weitere 120 Wohnungen.
In den Jahren 1919/20 errichtete die Stadt Wetzlar ein- und zweigeschossige Reihenhäuser beiderseits der Formerstraße. Diese wurden 1921 vom Wetzlarer Spar- und Bauverein gekauft, um weitere Mitglieder mit Wohnraum zu versorgen. In den folgenden Jahren entstand im Bereich zwischen Formerstraße und Carolinenhütte eine Arbeitersiedlung, die fast vollständig erhalten ist. Sie steht als Gesamtanlage 10 Kirchstraße/Niedergirmser Weg unter Denkmalschutz.
Der Wetzlarer Spar- und Bauverein wirkte auch als Auslöser für weitere Bauvorhaben, denn andere Bauträger errichteten ebenfalls Wohnhäuser im Umfeld der Genossenschaftsbauten. In der Nähe der 1935/36 errichteten Sixt-von-Armin-Kaserne entstanden Offizierswohnungen an der Helgebachstraße, am Brückenborn und Auf der Platte. Die Unteroffiziere wurden in Wohnhäusern entlang der Frankfurter Straße untergebracht. Weitere Siedlungen entstanden in den ehemaligen Wüstungen Büblingshausen (auf dem Gebiet des ehemaligen Kriegsgefangenenlagers) und Dalheim.